# Matech Concepts
Matech Concepts – francuskie przedsiębiorstwo samochodowe założone w 2006 roku przez Martina Bartek z bazą w Genewie. Forma we współpracy z Fordem konstruuje samochody FIA GT1 World Championship, FIA GT3 European Championship, British GT Championship, Belcar, GT3 Brasil Championship oraz VLN. Przedsiębiorstwo prowadzi własny zespół samochodowy Matech Competition startujący w 24-godzinnym wyścigu Le Mans, Le Mans Series oraz Matech GT Racing pojawiający się w stawce FIA GT1 World Championship, FIA GT Championship, FIA GT3 European Championship oraz w ADAC GT Masters.